# Cantabrische gems
De Cantabrische gems (Rupicapra pyrenaica parva) is een soort uit de familie der holhoornigen (Bovidae). De wetenschappelijke naam van de soort werd voor het eerst geldig gepubliceerd door Ángel Cabrera in 1911. De Cantabrische gems is endemisch voor het Cantabrisch Gebergte in het noorden van Spanje.

## Verspreiding
Cantabrische gemzen komen zoals de naam al aangeeft voor in het Cantabrisch Gebergte in het noorden van Spanje, in de provincies León, Asturië, Lugo, Palencia en Cantabrië.

## Geschiedenis en aantallen
Historisch gezien had de Cantabrische gems het kleinste verspreidingsgebied en laagste aantallen tussen 1943 en 1966, toen de soort verdween in grote delen in het westen van zijn areaal. De vroegste beschermingsmaatregelen vonden plaats in 1905 toen Nationaal Park Picos de Europa werd gesticht. De Cantabrische gems begon pas weer toe te nemen toen er vanaf 1943 privé- en publieke jachtreservaten werden gecreëerd. In 1995 raamden de meest conservatieve schattingen het aantal Cantabrische gemzen op 20.200 individuen. De oostelijke populaties van de soort liepen in 1993 schurft op, veroorzaakt door de schurftmijt (Acarus scabiei). Tegen 1995 begon dit de soort parten te spelen en namen de aantallen opnieuw af. Tussen 2007 en 2008 werden de aantallen geschat op 17.430 individuen.

## Galerij

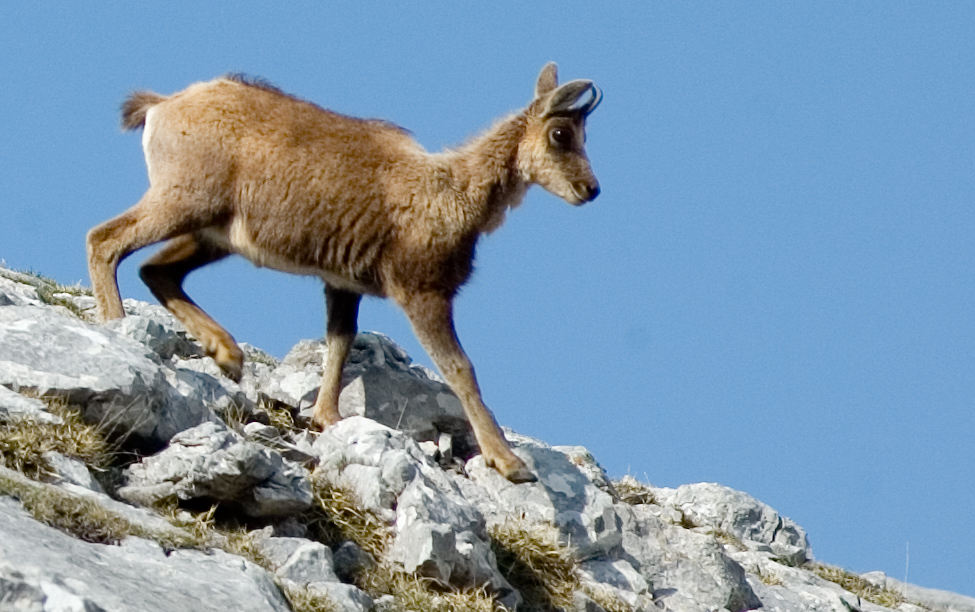
Cantabrische gems in Nationaal Park Picos de Europa.
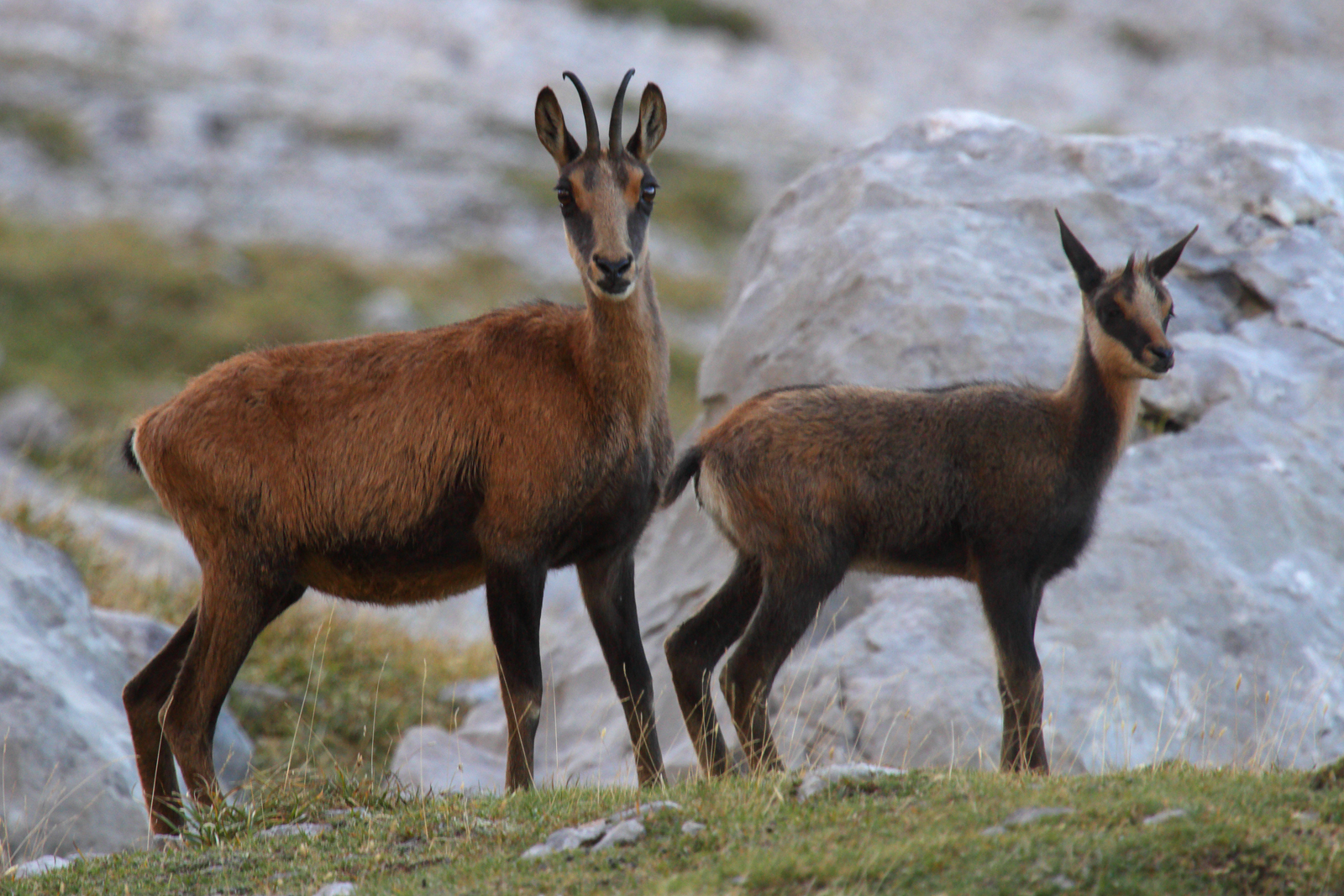
Vrouwtje met jong.
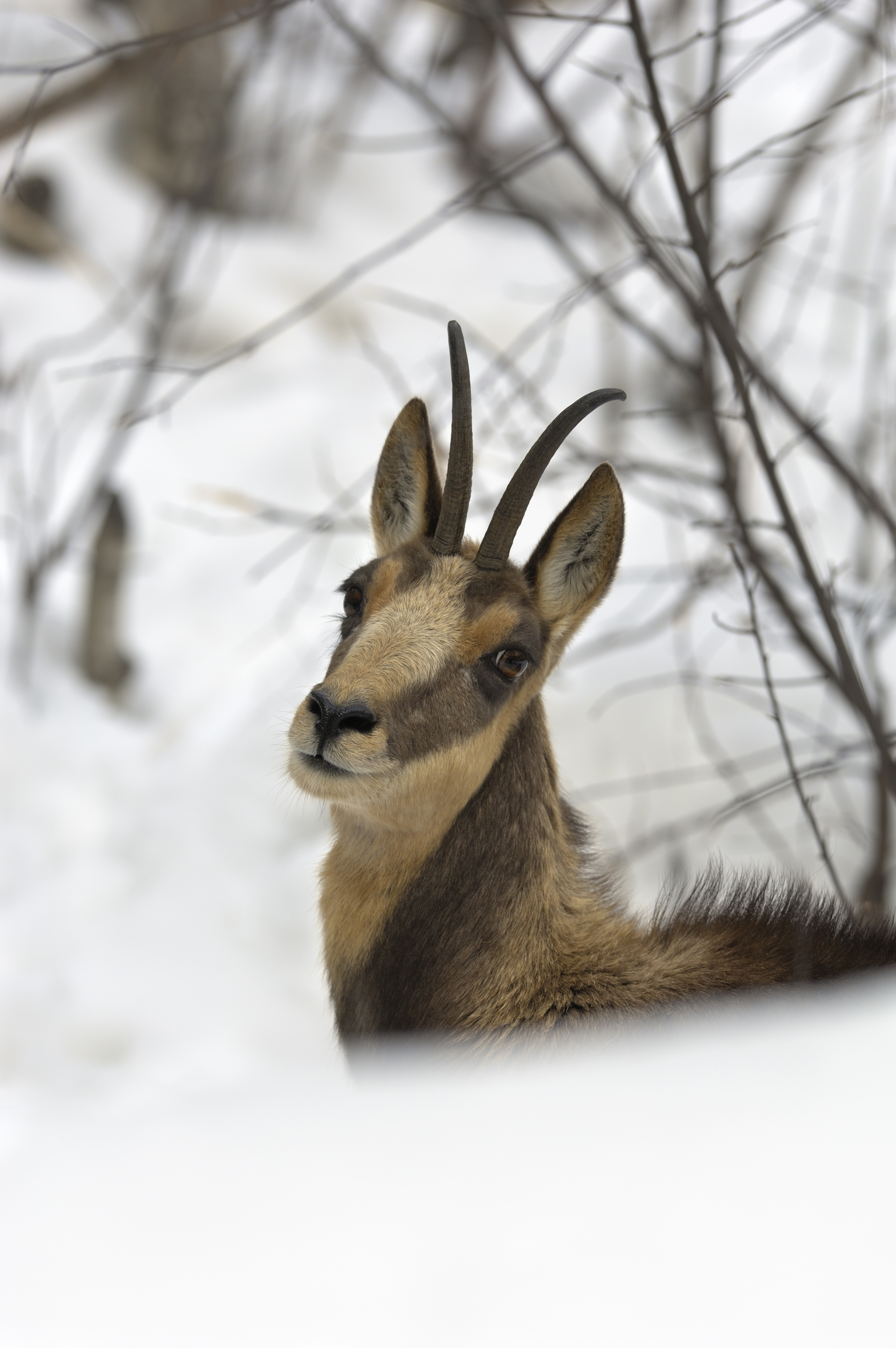
Koppatroon van een vrouwtje in wintervacht.
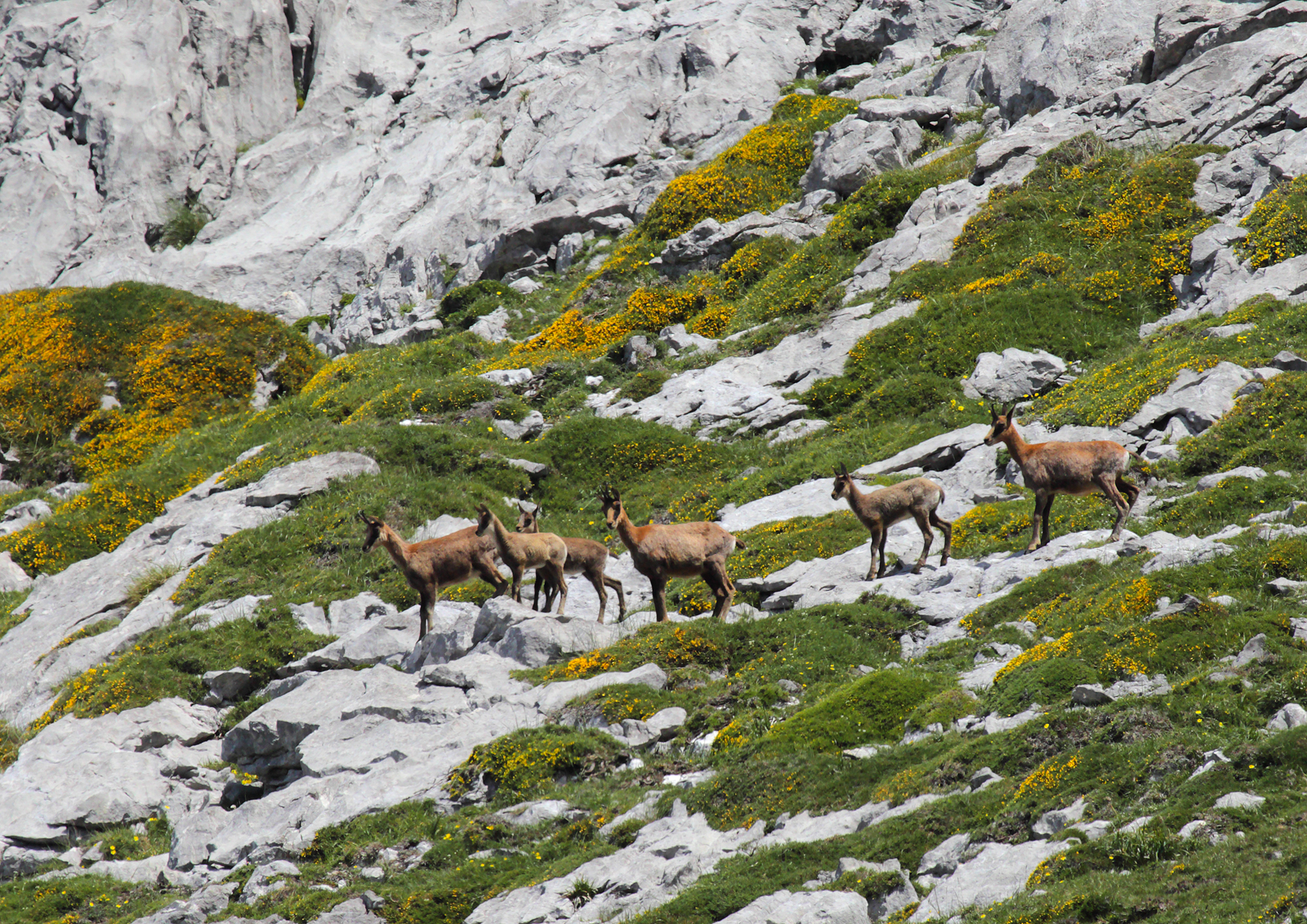
Cantabrische gemzen in hun leefomgeving.